# كأس أوروبا 1973–74
كأس أوروبا 1973-74 اقيم نهائي دوري أبطال أوروبا 1973-1974 في مدينة بروكسل في ملعب الملك بودوان بين بايرن ميونيخ وأتلتيكو مدريد إنتهت المباراة الأولى التي أقيمت في 15 مايو 1974 بالتعادل 1-1 بعد أن امتدت لشوطين إضافيين،  أقيمت مباراة الإعادة على ذات الملعب يوم 17 مايوانتهت المباراة بفوز البايرن 4-0. سجل الأهداف : أولي هونيس في الدقيقة 28 ' و الدقيقة 83 ' وجيرد مولر في الدقيقة 58 ' و الدقيقة 71 ' وبلغ عدد الجماهير 23,000.

## دور الـ 32
| الفريق الأول        | إجم.         | الفريق الثاني  | مباراة الذهاب | مباراة الإياب |
| ------------------- | ------------ | -------------- | ------------- | ------------- |
| فيكينغ              | 1–3          | سبارتاك ترنافا | 1–2           | 0–1           |
| زوريا لوهانسك       | 3–0          | أبويل          | 2–0           | 1–0           |
| بنفيكا              | 2–0          | أولمبياكوس     | 1–0           | 1–0           |
| ووترفورد يونايتد    | 2–6          | أويبست         | 2–3           | 0–3           |
| بايرن ميونخ         | 4–4 (4–3 ج.) | أتفدابيرجس     | 3–1           | 1–3           |
| دينامو درسدن        | 4–3          | يوفنتوس        | 2–0           | 2–3           |
| أياكس أمستردام      |              | –              | –             | –             |
| سسكا صوفيا          | 4–0          | واكر إنسبروك   | 3–0           | 1–0           |
| كلوب بروج           | 10–0         | فلوريانا       | 8–0           | 2–0           |
| بازل                | 11–2         | نادي فرام      | 5–0           | 6–2           |
| توركو               | 1–9          | سلتيك          | 1–6           | 0–3           |
| فايله               | 3–2          | نانت           | 2–2           | 1–0           |
| النجم الأحمر بلغراد | 3–1          | ستال ميليك     | 2–1           | 1–0           |
| جونيس إيتش          | 1–3          | ليفربول        | 1–1           | 0–2           |
| كروسيدرز            | 0–12         | دينامو بوخارست | 0–1           | 0–11          |
| أتلتيكو مدريد       | 1–0          | غلطة سراي      | 0–0           | 1–0           |

## دور الـ 16
| الفريق الأول        | إجم. | الفريق الثاني | مباراة الذهاب | مباراة الإياب |
| ------------------- | ---- | ------------- | ------------- | ------------- |
| سبارتاك ترنافا      | 1–0  | زوريا لوهانسك | 0–0           | 1–0           |
| بنفيكا              | 1–3  | أويبست        | 1–1           | 0–2           |
| بايرن ميونخ         | 7–6  | دينامو درسدن  | 4–3           | 3–3           |
| أياكس أمستردام      | 1–2  | سسكا صوفيا    | 1–0           | 0–2           |
| نادي كلوب بروج      | 6–7  | بازل          | 2–1           | 4–6           |
| سلتيك               | 1–0  | نادي فايله    | 0–0           | 1–0           |
| النجم الأحمر بلغراد | 4–2  | ليفربول       | 2–1           | 2–1           |
| دينامو بوخارست      | 2–4  | أتلتيكو مدريد | 0–2           | 2–2           |

## ربع النهائي
| الفريق الأول        | إجم.         | الفريق الثاني | مباراة الذهاب | مباراة الإياب |
| ------------------- | ------------ | ------------- | ------------- | ------------- |
| سبارتاك ترنافا      | 2–2 (3–4 ج.) | أويبست        | 1–1           | 1–1           |
| بايرن ميونخ         | 5–3          | سسكا صوفيا    | 4–1           | 1–2           |
| بازل                | 5–6          | نادي سلتيك    | 3–2           | 2–4           |
| النجم الأحمر بلغراد | 0–2          | أتلتيكو مدريد | 0–2           | 0–0           |

## نصف النهائي
| الفريق الأول | إجم. | الفريق الثاني | مباراة الذهاب | مباراة الإياب |
| ------------ | ---- | ------------- | ------------- | ------------- |
| أويبست       | 1–4  | بايرن ميونخ   | 1–1           | 0–3           |
| سلتيك        | 0–2  | أتلتيكو مدريد | 0–0           | 0–2           |